# ویکتور مارتینز
ویکتور مارتینز (انگلیسی: Chuca؛ زادهٔ ۱۰ ژوئن ۱۹۹۷) بازیکن فوتبال اهل اسپانیا است که در پست هافبک میانی برای باشگاه میدز لگنیکا لهستان بازی می‌کند.